# Primary van Massachusetts 2008
De primary van Massachusetts is een voorverkiezing die op 5 februari 2008 werd gehouden, de dag van Super Tuesday. Hillary Clinton en Mitt Romney wonnen.

## Democraten
| Legenda: | teruggetrokken voor de primary |

| Massachusetts Democratische primary 2008 | Massachusetts Democratische primary 2008 | Massachusetts Democratische primary 2008 | Massachusetts Democratische primary 2008 |
| Kandidaat                                | Stemmen                                  | Percentage                               | Gedelegeerden                            |
| ---------------------------------------- | ---------------------------------------- | ---------------------------------------- | ---------------------------------------- |
| Hillary Clinton                          | 705.185                                  | 56,01%                                   | 55                                       |
| Barack Obama                             | 511.680                                  | 40,64%                                   | 38                                       |
| John Edwards                             | 20.101                                   | 1,60%                                    | 0                                        |
| Joe Biden                                | 3.216                                    | 0,26%                                    | 0                                        |
| Dennis Kucinich                          | 2.992                                    | 0,24%                                    | 0                                        |
| Bill Richardson                          | 1.846                                    | 0,15%                                    | 0                                        |
| Mike Gravel                              | 1.463                                    | 0,12%                                    | 0                                        |
| Christopher Dodd                         | 1.120                                    | 0,09%                                    | 0                                        |
| Totaal                                   | 1.258.923                                | 100,00%                                  | 93                                       |

## Republikeinen
| Arizona Republikeinse primary 2008 | Arizona Republikeinse primary 2008 | Arizona Republikeinse primary 2008 | Arizona Republikeinse primary 2008 |
| Kandidaat                          | Stemmen                            | Percentage                         | Gedelegeerden                      |
| ---------------------------------- | ---------------------------------- | ---------------------------------- | ---------------------------------- |
| Mitt Romney                        | 255.892                            | 51,12%                             | 21                                 |
| John McCain                        | 204.779                            | 40,91%                             | 17                                 |
| Mike Huckabee                      | 19.103                             | 3,82%                              | 0                                  |
| Ron Paul                           | 13.251                             | 2,65%                              | 0                                  |
| Rudy Giuliani                      | 2.707                              | 0,54%                              | 0                                  |
| Fred Thompson                      | 916                                | 0,18%                              | 0                                  |
| Duncan Hunter                      | 258                                | 0,05%                              | 0                                  |
| Anderen                            | 1.685                              | 0,34%                              | 0                                  |
| Neutraal                           | 1.959                              | 0,39%                              | 0                                  |
| Totaal                             | 500.550                            | 100%                               | 38                                 |